# 鲁马尔
鲁马尔（法語：Roumare，法語發音：[ʁumaʁ]）是法国滨海塞纳省的一个市镇，属于鲁昂区。

## 地理
鲁马尔（49°30'38"N, 0°58'25"E）面积9.96 平方千米，位于法国诺曼底大区滨海塞纳省，该省份为法国北部沿海省份，其西部及北部濒大西洋英吉利海峡，东起顺时针与索姆省、瓦兹省、厄尔省和卡爾瓦多斯省接壤。
与鲁马尔接壤的市镇（或旧市镇、城区）包括：巴朗坦、埃努维尔、皮西-波维尔、圣让迪卡尔多奈、圣皮埃尔-德瓦朗日维尔、拉沃帕利耶尔。

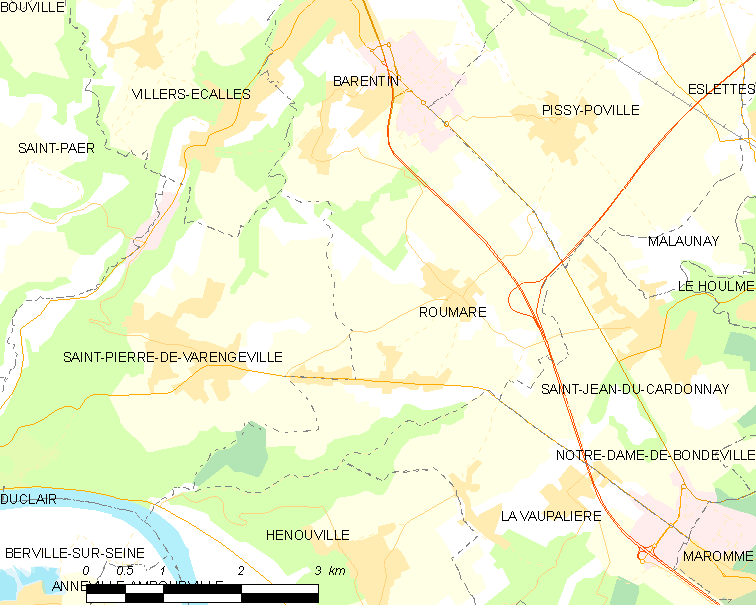
鲁马尔的OSM定位图

鲁马尔的时区为UTC+01:00、UTC+02:00（夏令时）。

## 行政
鲁马尔的邮政编码为76480，INSEE市镇编码为76541。

## 政治
鲁马尔所属的省级选区为邦德维尔圣母镇县。

## 人口

1962-2008年间鲁马尔人口变化图示

鲁马尔于2022年1月1日时的人口数量为1561人。